# Sergei Wladimirowitsch Borissow
Sergei Wladimirowitsch Borissow (russisch Сергей Владимирович Борисов; * 25. Januar 1983 Jasnogorsk in der Oblast Tula) ist ein ehemaliger russischer Bahnradsportler.
2000 wurde Sergei Borissow Vize-Juniorenweltmeister im Teamsprint, im Jahr darauf errang er bei den Bahn-Europameisterschaften für den Nachwuchs jeweils eine Bronzemedaille in Sprint und im Teamsprint. 2003 wurde er Vize-Europameister (Nachwuchs) im Teamsprint.
Bei den UCI-Bahn-Weltmeisterschaften 2010 in Ballerup belegte Borissow im Teamsprint den sechsten Platz, gemeinsam mit Denis Dmitrijew und Sergei Kutscherow. 2012 wurde er gemeinsam mit Dmitrijew und Kutscherow russischer Meister im Teamsprint. Bei den Olympischen Spielen 2012 in London belegten die drei Sportler gemeinsam Rang sieben, im Keirin wurde er 15. Anschließend beendete Borissow seine Radsportlaufbahn.

## Erfolge
2000
- Junioren-Weltmeisterschaft – Teamsprint (mit Denis Terenin und Nikolai Dmitrijew)

2001
- Junioren-Europameisterschaft – Sprint, Teamsprint (mit Nikolai Dmitrijew und  Arif Abassow)

2003
- Europameisterschaft – Teamsprint (mit Denis Terenen und Wladimir Kirilsew)

2011
- Russischer Meister – Teamsprint (mit Denis Dmitrijew und Sergei Kutscherow)

## Teams
- 2012 Moscow Track Team